# Gyalóka
Gyalóka là một thị trấn thuộc hạt Győr-Moson-Sopron, Hungary. Thị trấn này có diện tích 3,93 km², dân số năm 2010 là 71 người, mật độ 18 người/km².